# Bundesautobahn 37

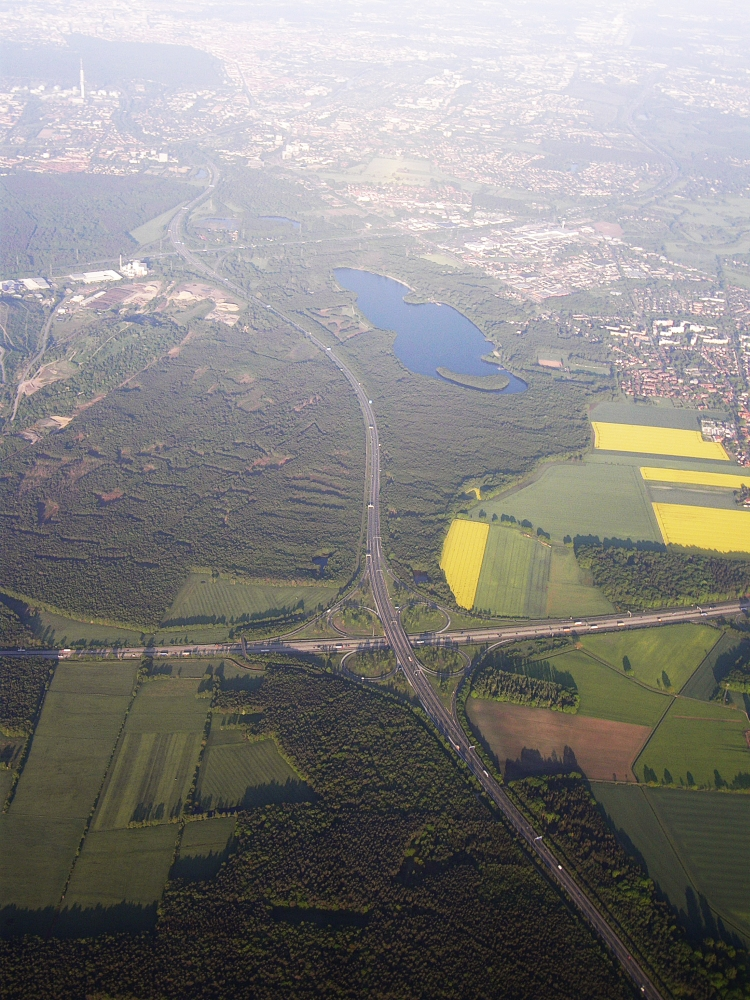
Die A 37 kreuzt die A 7 (vorne) und die A 2 (hinten), rechts der Altwarmbüchener See

A 37-Planung; blau: heutiger Autobahnausbau, orange: geplant im Jahr 1976

Die Bundesautobahn 37 (Abkürzung: BAB 37 oder A 37) ist eine aus zwei Teilstücken bestehende Autobahn, die als Zubringer zum Stadtgebiet von Hannover und zum Messegelände Hannover fungiert. Der nördliche Abschnitt zwischen Burgdorf und Hannover-Misburg wird wegen seiner Lage im Altwarmbüchener Moor im Volksmund als Moorautobahn bezeichnet, der Abschnitt Messegelände–AD Hannover-Süd wird Messestutzen genannt. Die Autobahn ist auf beiden Abschnitten jeweils in beiden Fahrtrichtungen zweistreifig ausgebaut.

## Verbindungen
Die beiden Teilstrecken werden durch den Messeschnellweg verbunden, der im nördlichen Abschnitt (zwischen der Anschlussstelle 5 Hannover-Misburg und dem Seelhorster Kreuz) Teil der Bundesstraße 3 ist und im südlichen Abschnitt (zwischen dem Seelhorster Kreuz und der Anschlussstelle 11 Hannover-Messegelände) Teil der Bundesstraße 6.
Das südliche Teilstück, der Messestutzen, stellt eine Verschwenkung zwischen dem nördlichen Teil der B 6 (und indirekt der B 3) und dem südlichen Teil der A 7 dar. Zu den anderen Teilen der B 6 und der A 7 fehlen dem Messestutzen die entsprechenden Verbindungsrampen. Alle Relationen zwischen A 7 und B 6 sind hingegen über die Bundesstraße 443 befahrbar.

## Planungsgeschichte
Die ursprüngliche Planung aus dem Jahre 1974 sah vor, dass die A 37 an der B 3 südlich Bergen ihren nördlichen Endpunkt erhalten sowie über Celle und Hannover nach Hildesheim geführt werden sollte. Der am 30. Juni 1971 verabschiedete Plan des Gesetzes über den Ausbau der Bundesfernstraßen in den Jahren 1971 bis 1985 sah zwar den Bau einer Bundesautobahn zwischen Bergen und Hildesheim noch nicht vor. Allerdings waren folgende Vorhaben enthalten:
| Bezeichnung der Straße | Abschnitt                                           | Bemerkung                                                             | Dringlichkeitsstufe |
| ---------------------- | --------------------------------------------------- | --------------------------------------------------------------------- | ------------------- |
| B3                     | südlich Bergen – nordwestlich Celle                 | vierstreifiger Ausbau unter Nutzung der Bestandtrasse                 | III                 |
| B3/B214                | Ortsumgehung Celle                                  | vierstreifiger Neubau                                                 | I                   |
| B3 (B188)              | südlich Celle – westlich Burgdorf                   | vierstreifiger Neubau                                                 | II                  |
| B3 (A7)                | westlich Burgdorf – Kreuz Hannover/Kirchhorst       | vierstreifiger Neubau                                                 | I                   |
| B3                     | Kreuz Hannover/Kirchhorst – Kreuz Hannover-Buchholz | sechsstreifer Neubau                                                  | I                   |
| B3                     | Kreuz Hannover-Buchholz – Hannover Weidetor         | sechsstreifiger Neubau                                                | laufendes Vorhaben  |
| B3 (Bundesstraße 65).  | Hannover Weidetor – Seelhorster Kreuzung            | sechsstreifiger Neubau unter Nutzung der zweistreifigen Bestandtrasse | II                  |
| B6 (A376)              | Seelhorster Kreuz – Dreieck Hannover-Messegelände   | sechsstreifiger Neubau                                                | I                   |
| B6 (B1)                | Hannover-Messegelände – Hildesheim-Berliner Straße  | vierstreifiger Ausbau unter Nutzung der Bestandtrasse                 | II                  |

Mit der Neustrukturierung und neuen Nummerierung des Netzes der Bundesautobahnen, die mit Wirkung ab 1. Januar 1975 erfolgte, wurde aus den einzelnen Vorhaben zum Aus- und Neubau von Bundesfernstraßen der einheitliche Streckenzug als Bundesautobahn unter der Bezeichnung „A 37“ Bergen – Celle – Hannover – Hildesheim geschaffen. Diese Planung hatte jedoch nur eineinhalb Jahre Bestand. Während noch im Januar 1976 die A 37 zwischen Bergen und Hildesheim in den Netzkarten als Planung enthalten war, änderte sich dies durch das Gesetz zur Änderung des Gesetzes über den Ausbau der Bundesfernstraßen in den Jahren 1971 bis 1985 vom 5. August 1976 grundlegend. Die gesamte Teilstrecke von Bergen über Celle nach Burgdorf (B 188) wurde aus der A 37-Planung herausgenommen. Dabei wurde zwischen Bergen und nordwestlich Celle auf den vierstreifigen Ausbau vollständig verzichtet. Lediglich für Groß Hehlen bei Celle war in Dringlichkeitsstufe Ib eine Umgehung geplant. Die Ortsumgehung Celle war im nördlichen Teil noch für den vierstreifigen Neubau im Zuge der A 32 vorgesehen, allerdings nur zweistreifig in der Dringlichkeitsstufe Ia; die Ergänzung der zweiten Fahrbahn war in den weiteren Bedarf eingeordnet. Die südöstliche Fortführung dieser Umgehung war nur als zweistreifiger Bundesstraßenneubau, allerdings in Dringlichkeitsstufe Ia enthalten. Der Abschnitt südlich Celle bis westlich Bergen sollte zweistreifig als B 3n als weiterer Bedarf realisiert werden. Der Bedarfsplan sah für die A 37 noch folgende Teilprojekte vor:
| Bezeichnung der Straße | Abschnitt                                           | Bemerkung                                             | Dringlichkeitsstufe |
| ---------------------- | --------------------------------------------------- | ----------------------------------------------------- | ------------------- |
| A7                     | westlich Burgdorf – Kreuz Hannover/Kirchhorst       | vierstreifiger Neubau                                 | In                  |
| A2                     | Kreuz Hannover/Kirchhorst – Kreuz Hannover-Buchholz | vierstreifiger Neubau                                 | Ia                  |
| A2                     | Kreuz Hannover-Buchholz – Hannover Misburg          | vierstreifiger Neubau                                 | laufendes Vorhaben  |
| A376                   | Hannover Weidetor – Dreieck Hannover-Messegelände   | vierstreifiger Ausbau unter Nutzung der Bestandtrasse | Ia                  |
|                        | Dreieck Hannover-Messegelände                       | vierstreifiger Ausbau unter Nutzung der Bestandtrasse | Ib                  |

Zum Zeitpunkt des Erlasses des zweiten Gesetzes zur Änderung des Gesetzes über den Ausbau der Bundesfernstraßen in den Jahren 1971 bis 1985 vom 25. August 1980 waren die Abschnitte der A 37 zwischen Burgdorf und Hannover-Misburg sowie zwischen Hannover-Weidetor und Dreieck Hannover-Messegelände bereits in Angriff genommen. Die Teilstrecke Hannover-Messegelände – Hildesheim wurde als Bestandteil der A 37 aus dem Bedarfsplan gestrichen. Die A 376, deren Umbenennung in den 1970ern noch zur A 30 Minden – Stadthagen – Hannover beabsichtigt war, wurde mit der Streichung dieses Abschnitts der A 30 und der Strecke Hannover – Hildesheim der A 37 nun zur A 37 umgewidmet. Im Übrigen fanden sich noch folgende Projekte für Bundesstraßenneu- und -ausbauten im Bedarfsplan, die der ursprünglichen A-37-Planung im Wesentlichen entsprachen:
| Bezeichnung der Straße | Abschnitt                               | Bemerkung             | Dringlichkeitsstufe |
| ---------------------- | --------------------------------------- | --------------------- | ------------------- |
| B3                     | Groß Hehlen – Celle – nordwestlich Otze | zweistreifiger Neubau | I                   |
| B3                     | nordwestlich Otze – westlich Burgdorf   | zweistreifiger Neubau |                     |
| B6                     | Hannover Messegelände – Hildesheim      | vierstreifiger Ausbau | II                  |

Im dritten Gesetz zur Änderung des Fernstraßenausbaugesetzes vom 21. April 1986 waren Neubaumaßnahmen für die A 37 nicht vorgesehen. Folgende Bundesfernstraßenneu- und -ausbauprojekte, die der ursprünglichen A-37-Planung im Wesentlichen entsprachen, verblieben im Bedarfsplan:
| Bezeichnung der Straße | Abschnitt                 | Vorhaben              | Bemerkung           |
| ---------------------- | ------------------------- | --------------------- | ------------------- |
| B3                     | Ortsumfahrung Groß Hehlen | zweistreifiger Neubau | als weiterer Bedarf |
| B3                     | Ortsumfahrung Celle       | zweistreifiger Neubau | laufendes Vorhaben  |
| B3                     | Celle – westlich Burgdorf | zweistreifiger Ausbau | als weiterer Bedarf |

Auch nach dem Vierten Gesetzes zur Änderung des Fernstraßenausbaugesetzes vom 15. November 1993 kamen keine Neubaumaßnahmen für die A 37 hinzu. Als Bundesstraßenneu- und -ausbauprojekte, die der ursprünglichen A-37-Planung im Wesentlichen entsprachen, sollten zur Ausführung kommen:
| Bezeichnung der Straße | Abschnitt                                           | Bemerkung                                                             | Dringlichkeitsstufe |
| ---------------------- | --------------------------------------------------- | --------------------------------------------------------------------- | ------------------- |
| B3                     | südlich Bergen – nordwestlich Celle                 | vierstreifiger Ausbau unter Nutzung der Bestandtrasse                 | III                 |
| B3/B214                | Ortsumgehung Celle                                  | vierstreifiger Neubau                                                 | I                   |
| B3 (B188)              | südlich Celle – westlich Burgdorf                   | vierstreifiger Neubau                                                 | II                  |
| B3 (A7)                | westlich Burgdorf – Kreuz Hannover/Kirchhorst       | vierstreifiger Neubau                                                 | I                   |
| B3                     | Kreuz Hannover/Kirchhorst – Kreuz Hannover-Buchholz | sechsstreifer Neubau                                                  | I                   |
| B3                     | Kreuz Hannover-Buchholz – Hannover Weidetor         | sechsstreifiger Neubau                                                | laufendes Vorhaben  |
| B3 (Bundesstraße 65).  | Hannover Weidetor – Seelhorster Kreuzung            | sechsstreifiger Neubau unter Nutzung der zweistreifigen Bestandtrasse | II                  |
| B6 (A376)              | Seelhorster Kreuz – Dreieck Hannover-Messegelände   | sechsstreifiger Neubau                                                | I                   |
| B6 (B1)                | Hannover-Messegelände – Hildesheim-Berliner Straße  | vierstreifiger Ausbau unter Nutzung der Bestandtrasse                 | II                  |

Die Bundesverkehrswegepläne seit 2003 sehen weiterhin keine Neubauvorhaben für die A 37 vor. Folgende Bundesstraßenneu- und -ausbauprojekte, die der ursprünglichen A-37-Planung im Wesentlichen entsprachen, waren noch enthalten:
| Bezeichnung der Straße | Abschnitt                    | Vorhaben              | Bemerkung             | Stand |
| ---------------------- | ---------------------------- | --------------------- | --------------------- | --- |
| B3                     | OU Groß Hehlen               | zweistreifiger Neubau | vordringlicher Bedarf | in Planung                                                                                                   |
| B3                     | OU Celle Nordteil            | zweistreifiger Neubau | vordringlicher Bedarf | in Planung                                                                                                   |
| B3                     | OU Celle Mittelteil          | vierstreifiger Neubau | vordringlicher Bedarf | Planungsfestellungsbeschluss: Klagen vor dem Oberverwaltungsgericht anhängig Beschluss nicht nachvollziehbar |
| B3                     | OU Celle Südteil             | zweistreifiger Neubau | vordringlicher Bedarf | fertiggestellt                                                                                               |
| B3                     | südlich Celle – Ehlershausen | zweistreifiger Neubau | vordringlicher Bedarf | fertiggestellt                                                                                               |

## Fertiggestellte Abschnitte
In den 1950er Jahren wurde der Messeschnellweg als Osttangente Hannovers (B 3/B 6) errichtet (1950: Pferdeturm – Messegelände, 1952: Messegelände – Sarstedt). Ab den 1960er Jahren begann der autobahnähnliche Ausbau, in dessen Zuge die Kreuzungen planfrei gestaltet und die Fahrbahnen erweitert wurden. 1998 wurde als letzte Maßnahme die Pferdeturmkreuzung durch eine Anschlussstelle ersetzt. In der ersten Hälfte der 1960er Jahre wurde zudem die Zubringerstrecke zwischen dem Dreieck Hannover-Messegelände und Dreieck Hannover-Süd dem Verkehr übergeben, der ab 1975 bis 1980 zunächst als A 376 gewidmet war. Es fanden zudem folgende weitere Verkehrsfreigaben von Abschnitten, die ursprünglich Bestandteile der A 37 werden sollten, statt:
| Jahr | Abschnitt                                              | km  | Bemerkung                                         |
| ---- | ------------------------------------------------------ | --- | ------------------------------------------------- |
| 1981 | Kreuz Hannover Kirchhorst – Hannover-Misburg           | 5,7 | vierstreifig als B3 gewidmet                      |
| 1982 | AS Burgdorf bzw. Moormühle – Kreuz Hannover/Kirchhorst | 4,7 | vierstreifig, als B3 gewidmet                     |
| 1999 | Ehlershausen – AS Burgdorf bzw. Moormühle              | 12  | vierstreifiger Neubau und Ausbau, als B3 gewidmet |
| 2009 | südlich Celle -Ehlershausen                            | 7,4 | zweistreifig, als B3 gewidmet                     |
| 2013 | OU Celle, 2. Bauabschnitt/südlicher Teil der O         | 3,2 | zweistreifig, als B3 gewidmet                     |